# Hormosinelloidea
Hormosinelloidea, previamente denominada Hormosinellacea, es una superfamilia de foraminíferos del Suborden Hormosinina y del Orden Lituolida. Su rango cronoestratigráfico abarca desde el Famenniense (Devónico superior) hasta la Actualidad.

## Discusión
Clasificaciones previas hubiesen incluido Hormosinelloidea en el Suborden Textulariina o en el Orden Lituolida.

## Clasificación
Hormosinelloidea incluye a las siguientes familias:
- Familia Oxinoxisidae
- Familia Hormosinellidae